# 기술 결정론
기술 결정론(Technological determinism)은 사회의 기술이 효율이라는 내적 논리에 따라 발전하며, 사회 구조와 문화적 가치의 발달을 결정한다고 상정하는 환원주의적 이론이다. 이 용어는 미국의 사회학자이자 경제학자인 소스타인 베블런(1857–1929)으로부터 유래한 것으로 여겨진다. 20세기 미국에서 가장 급진적인 기술 결정론자는 소스타인 베블런과 존 듀이의 추종자였던 클래런스 에어스일 가능성이 높다. 윌리엄 오그번 또한 급진적인 기술 결정론과 문화 지체 이론으로 알려져 있다.

## 기원
공식적인 개념으로서의 기술 결정론의 기원은 종종 영향력 있는 미국 사회학자이자 경제학자인 소스타인 베블런(1857–1929)에게서 찾아진다. 사회 및 경제 문제에 대한 연구로 알려진 베블런은 기술을 사회 규범과 구조를 형성할 수 있는 강력하고 자율적인 힘으로 묘사하는 아이디어를 제시했다. 그는 기계의 개발과 사용이 인간의 생각과 행동에 독립적인 영향을 미친다고 주장했으며, 특히 "기계는 의인화된 사고 습관을 버리게 한다"고 단언했다. 이러한 개념은 기술이 생각과 행동의 패턴을 재형성함으로써 사회를 본질적으로 변화시킨다고 제안함으로써 기술 결정론의 토대를 마련했다.

### 역사적 맥락과 영향
베블런의 시대에는 급속한 산업화와 기술 발전이 미국 사회를 근본적으로 변화시키고 있었다. 제조업과 교통에서의 혁신, 예를 들어 조립 라인과 철도운송,은 경제적 및 사회적 구조를 재편할 기술의 잠재력을 보여주었다. 이러한 변화는 기술이 사회 진화를 독립적으로 이끌 수 있다는 아이디어를 대중화하는 데 도움이 되었으며, 이는 베블런의 아이디어가 널리 퍼질 수 있는 조건을 만들었다.

### 카를 마르크스의 영향과클래런스 에어스에 의한 확장
기술 결정론의 핵심 아이디어를 처음 제시한 것은 베블런으로 여겨지지만, 이러한 아이디어에 대한 카를 마르크스의 영향 또한 중요하다. 마르크스는 기술이 사회의 "물질적 기초"를 형성함으로써 역사적 변화를 이끈다고 주장했다. 예를 들어, 그는 식민지 인도의 철도가 새로운 경제 활동을 도입하고 사회 계층을 변화시킴으로써 카스트 제도에 도전하고 침식할 것이라고 제안했다. 이후 베블런에게 영감을 받은 20세기 경제학자 클래런스 에어스는 "기술 지체" 개념을 도입하여 이러한 아이디어를 확장했다. 에어스에 따르면, 기술은 동적이고 자기 생성적인 힘으로 발전하는 반면, 전통적인 제도는 종종 뒤처지며 기술 변화의 변혁적 잠재력에 저항한다. 에어스의 이론은 기술 결정론을 더욱 공고히 했으며, 기술 진보와 사회보수주의 사이의 피할 수 없는 충돌을 강조했다.

## 설명
기술 결정론은 기술 발전, 미디어 또는 기술 전체를 역사와 사회 변화의 핵심 동인으로 보여주고자 한다. 이는 기술의 광범위한 가용성의 결과로 가속화된 세계화가 불가피하다고 주장하는 "초세계주의자"가 지지하는 이론이다. 따라서 기술 발전과 혁신은 사회적, 경제적, 정치적 변화의 주요 동력이 된다.
기술 결정론의 엄격한 지지자들은 기술이 얼마나 사용되거나 사용될 수 있는지에 따라 기술의 영향력이 다르다고 생각하지 않는다. 기술 결정론은 기술을 인간 활동의 더 큰 스펙트럼의 일부로 간주하는 대신, 기술을 모든 인간 활동의 기초로 본다.
기술 결정론은 '기술이 사회를 지배하는 핵심 힘이라는 믿음...' (메릿 로 스미스)으로 요약된다. '기술 발전이 사회 변화를 결정한다는 생각...' (브루스 빔버). 이것은 사람들이 생각하는 방식과 다른 사람들과 상호 작용하는 방식을 바꾸며 '...세 단어 논리적 명제: "기술이 역사를 결정한다"' (로잘린드 H. 윌리엄스) 로 설명될 수 있다. 이것은 '...사회 발전이 기술 혁신에 의해 주도되며, 이는 차례로 "불가피한" 과정을 따른다는 믿음'이다. 이 '진보의 사상' 또는 '진보의 교리'는 기술 발전으로 사회 문제가 해결될 수 있다는 생각에 집중되어 있으며, 이것이 사회가 나아가는 방식이다. 기술 결정론자들은 "'진보를 막을 수 없다'고 믿으며, 이는 우리가 기술을 통제할 수 없다는 것을 의미한다" (레일리아 그린)고 믿는다. 이것은 우리가 다소 무력하며, 사회가 기술이 사회 변화를 주도하도록 허용하는 것은 "사회가 기술에 내재된 가치에 대한 대안을 인식하지 못하기 때문" (메릿 로 스미스)이라고 제안한다.
기술 결정론은 사회 변화 과정에서 기술, 또는 기술 발전을 중심 인과 요소로 식별하는 접근 방식으로 정의된다. 기술이 안정화됨에 따라 그 디자인은 사용자 행동을 지배하는 경향이 있으며, 결과적으로 "기술 발전이 사회 발전과 같다"고 주장한다. 이 이론의 핵심 개념은 두 부분으로 나뉘는데, 첫 번째는 기술 자체의 개발 또한 사회적 및 정치적 요인과 분리될 수 있으며, "사회 관계와 아무 관련이 없는 내부 기술 논리를 따르는 발명가, 엔지니어 및 디자이너의 방식"에서 비롯된다는 것이다. 두 번째는 기술이 안정화됨에 따라 그 디자인이 사용자 행동을 지배하는 경향이 있으며, 결과적으로 사회 변화를 초래한다는 것이다.
기술이 변화함에 따라 기술이 특정 문화 내 개인의 일상생활에 활용되고 통합되는 방식은 결과적으로 생활 방식에 영향을 미치며, 기술이 문화 내 관계 및 생활 방식에 미치는 영향을 통해 궁극적으로 사회 발전을 결정하는 방식을 강조한다. 예를 들어, "바퀴의 발명은 인간 이동성을 혁신하여 인간이 더 먼 거리를 이동하고 더 많은 짐을 운반할 수 있게 했다." 이러한 기술 발전은 또한 서로 다른 문화 그룹 간의 상호 작용, 발전된 무역으로 이어지며, 따라서 서로 다른 네트워크 내외부의 규모와 관계에 영향을 미친다. 다른 예로는 개인 간 의사소통 방식을 확장한 언어의 발명, 지식 유통에 영향을 미치고 전체적으로 사회 경제적 및 정치적 시스템에 간소화된 효과를 가져온 장부 관리 및 서면 문서의 도입 등이 있다. 듀섹(2006)이 지적하듯이, "문화와 사회는 기술의 방향에 영향을 미칠 수 없으며... 기술이 발전하고 변화함에 따라 사회의 나머지 부분의 제도가 변화하며, 사회의 예술과 종교도 변화한다." 따라서 기술 결정론은 기술 발전과 사회 관계가 필연적으로 연결되어 있으며, 둘 중 하나의 변화가 정상화의 결과로 다른 하나에 영향을 미친다고 규정한다.
그러나 이러한 입장은 기술이 개발된 사회적, 문화적 환경을 무시한다. 사회학자 클로드 피셔(1992)는 가장 두드러진 형태의 기술 결정론을 "당구공" 접근 방식이라고 특징지었는데, 여기서 기술은 사회적 상황에 외부 힘으로 도입되어 일련의 반동 효과를 일으키는 것으로 간주된다.
사회가 사용되는 기술과 상호 작용하고 심지어 기술을 형성한다는 것을 인정하기보다는, 기술 결정론적 관점은 "기술의 사용은 기술 자체의 구조에 의해 크게 결정된다. 즉, 기술의 기능은 그 형태에서 비롯된다" (닐 포스트먼)고 주장한다. 그러나 이것이 스미스와 마르크스(1998)의 "경성" 결정론의 개념을 따르는 유일한 기술 결정론의 관점은 아니다. 경성 결정론은 기술이 한 문화에 도입되면 그 기술의 불가피한 발전이 뒤따른다고 주장한다. 이 관점에서 "행위(변화를 일으키는 힘)의 역할은 기술 자체 또는 그 본질적인 속성에 귀속된다. 따라서 기술의 발명은 피할 수 없는 필연성의 상황으로 이어진다."
다른 관점은 스미스와 마르크스(1998)가 "연성" 결정론이라고 명명한 것을 따른다. 연성 결정론에서는 기술의 발전이 사회적 맥락에도 의존하며, 문화에 어떻게 채택되는지에 영향을 미치고, "기술이 채택되면 사회적 맥락이 기술 사용 방식과 최종적인 영향에 중요한 영향을 미칠 것이다."
예를 들어, 종교 개혁에서 인쇄술의 역할을 통해 대량 생산된 지식의 확산을 살펴볼 수 있다. 교회 반응 전에 개혁을 시작하려는 개신교 측의 긴급성 때문에 "루터 자신이 이끄는 초기 루터교 지도자들은 개혁 초기 수십 년 동안 수천 개의 반교황 소책자를 작성했으며, 이 작품들은 중앙 유럽 전역의 다양한 인쇄소에서 재인쇄되어 빠르게 퍼져나갔다." 따라서 사회 정치적 맥락의 긴급성으로 인해 기술 발명 초기부터 기술을 활용하려는 움직임이 유럽 문화에 빠르게 채택되고 정상화되었다. 우리는 현대 신문의 지속적인 전통과 마찬가지로 정치적 선전 목적으로 기술을 대중화하는 데 사용된 사례를 볼 수 있으며, 독서와 같은 여가 활동에 대한 강조 등 사회적 맥락의 변화에 적응하여 다른 인쇄된 텍스트에 대한 새로운 용도가 채택된 사례도 볼 수 있다. 이는 연성 결정론적 관점을 따른다. 인쇄술이라는 기술 발명은 사회 정치적 맥락 때문에 빠르게 채택되었고, 사회에 빠르게 통합됨으로써 사회가 운영되는 방식에 영향을 미쳤고 계속 영향을 미치고 있기 때문이다.

## 경성 결정론과 연성 결정론
결정론을 살펴볼 때, "경성 결정론"은 "연성 결정론"과 대비될 수 있다. 양립주의자는 자유의지와 결정론이 세상에 함께 존재할 수 있다고 말하는 반면, 비양립주의자는 둘이 함께 존재할 수 없으며 둘 중 하나만 존재해야 한다고 말할 것이다. 결정론을 지지하는 사람들은 더 나눌 수 있다.
"경성 결정론자"는 기술이 사회적 고려와 독립적으로 발전한다고 볼 것이다. 그들은 기술이 우리의 사회 활동과 그 의미를 규제하는 강력한 힘의 집합을 만든다고 말할 것이다. 이 결정론적 관점에 따르면 우리는 기술의 필요를 충족시키기 위해 스스로를 조직하며, 이 조직의 결과는 우리의 통제 범위를 벗어나거나 결과에 대해 선택할 자유가 없다 (자율 기술). 20세기 프랑스 철학자이자 사회 이론가인 자크 엘륄은 경성 결정론자이자 자율 기술의 지지자라고 할 수 있다. 1954년 저서 기술 사회에서 엘륄은 본질적으로 기술이 효율을 통해 그 힘에 의해 자연 선택 과정을 통해 자신의 발전에 가장 적합한 사회적 측면을 결정한다고 주장한다. 기술 발전에 가장 도움이 되는 사회 시스템의 가치, 도덕, 철학 등은 그 사회 시스템이 기술을 덜 촉진하는 사회 시스템을 희생시키면서 힘을 강화하고 확산시킬 수 있도록 한다. 지리, 기후 및 기타 "자연적" 요인이 대부분의 인간 역사 동안 사회 조건의 매개 변수를 크게 결정했지만, 기술은 최근에 지배적인 객관적 요인이 되었으며 (주로 산업 혁명에 의해 촉발된 힘 때문에) 그것은 주요 객관적 및 결정 요인이었다.
"연성 결정론"은 이름에서 알 수 있듯이 기술이 사회 정치적 상황과 상호 작용하는 방식에 대한 더 수동적인 관점이다. 연성 결정론자들은 기술이 우리 진화의 이끄는 힘이라는 사실을 여전히 지지하지만, 우리는 상황 결과에 대해 결정을 내릴 기회가 있다고 주장할 것이다. 이것은 자유 의지가 존재한다는 것을 말하는 것이 아니라, 주사위를 굴려 결과를 볼 가능성이 존재한다는 것이다. 연성 결정론의 약간 다른 변형은 1922년에 윌리엄 필딩 오그번이 제안한 기술 주도 사회 변화 이론이다. 이 이론에 따르면 사회는 주요 발명의 결과에 적응해야 하지만, 종종 문화 지체 기간 이후에야 그렇게 한다.

## 비판
기술 결정론에 대한 회의주의는 20세기 중반 핵무기 생산에 원자력 사용, 제2차 세계 대전 중 나치 인체 실험, 제3세계의 경제 발전 문제 등을 둘러싼 기술 과학에 대한 염세주의 증가와 함께 나타났다. 그 직접적인 결과로 기술 개발 경로에 대한 더 큰 통제 욕구가 학계에서 기술 결정론 모델에 대한 환멸을 불러일으켰다.
현대 기술 및 사회 이론가들은 기술 결정론이 우리가 기술과 상호 작용하는 방식에 대한 매우 정확한 관점이라고 더 이상 생각하지 않는다. 비록 결정론적 가정과 언어가 많은 기술 지지자들의 글, 인기 잡지의 비즈니스 페이지, 그리고 기술에 대한 많은 보도를 상당히 포화시키고 있음에도 불구하고 말이다. 대신 과학기술학, 기술의 사회적 구성론 및 관련 분야의 연구는 쉬운 인과적 공식화에 저항하는 더 미묘한 관점을 강조해왔다. 그들은 "기술과 사회의 관계는 단순한 원인-결과 공식으로 축소될 수 없다. 그것은 오히려 '얽힘'이다."라고 강조하며, 기술은 결정하는 것이 아니라 "복잡한 사회 분야에서 작동하고 작동된다" (머피와 포츠).
T. 스나이더는 그의 개념인 '필연성의 정치'에서 기술 결정론의 측면에 접근했다. 정치인들이 미래는 현재의 연장선일 뿐이라는 생각을 사회에 약속하는 데 사용되는 개념으로, 이 개념은 책임을 회피한다. 이것은 자유 시장, 국민 국가의 발전, 기술 발전에 적용될 수 있다.
앤드루 핀버그는 그의 논문 "전복적 합리화: 기술, 권력, 그리고 기술을 통한 민주주의"에서 결정론의 두 가지 기본 명제가 쉽게 의문시될 수 있음을 설명함으로써 기술 결정론이 잘 확립된 개념이 아니라고 주장하며, 그가 민주적 합리화라고 부르는 것을 요구한다 (핀버그 210–212).
기술 결정론적 사고에 대한 저명한 반대는 기술의 사회적 구성론 (SCOT) 연구에서 나타났다. 매켄지와 와이츠만(1997)과 같은 SCOT 연구는 혁신의 경로와 그 사회적 결과가 문화, 정치, 경제적 arrangements, 규제 메커니즘 등의 영향을 통해 사회 자체에 의해 강하게, 또는 완전히 형성된다고 주장한다. 사회 결정론에 가까운 가장 강력한 형태에서는 "중요한 것은 기술 자체가 아니라 기술이 내재된 사회 또는 경제 시스템이다" (랭던 위너).
영향력 있지만 논란이 있는(울가와 쿠퍼, 1999 참고) 그의 논문 "인공물에 정치가 있는가?"에서 랭던 위너는 결정론의 형태가 아니라 기술 정치의 다양한 원천을 보여준다. 이러한 정치성은 설계자의 의도와 기술이 등장하는 사회의 문화에서 비롯될 수도 있고, 기술 자체에서 비롯될 수도 있다. 즉, 기술이 기능하기 위한 "실제적인 필요성"에서 비롯될 수도 있다. 예를 들어, 뉴욕시 도시 계획가 로버트 모지스는 소수민족이 섬 해변에 접근하지 못하도록 버스가 통과하기에는 너무 낮은 롱아일랜드 공원 도로 터널을 건설했다고 알려져 있는데, 이는 외부적으로 기록된 정치의 예이다. 반면에 권위주의적인 명령 및 통제 구조는 방사성 폐기물이 잘못된 손에 들어가지 않도록 하는 핵 발전소의 실제적인 필요성이다. 따라서 위너는 기술 결정론이나 사회 결정론에 굴복하지 않는다. 기술 정치의 원천은 그 특징과 역사를 신중하게 검토해야만 결정된다.
비록 "기술의 결정론적 모델은 사회에 널리 퍼져 있다" (사라 밀러)지만, 학자들에 의해 널리 의문시되기도 했다. 레일리아 그린은 "기술이 사회 외부에 있는 것으로 인식될 때, 기술이 중립적이라고 말하는 것이 타당했다." 그러나 이 생각은 문화가 고정되어 있지 않고 사회가 역동적이라는 사실을 고려하지 못한다. "기술이 사회 과정에 연루될 때, 사회에 대해 중립적인 것은 없다" (레일리아 그린). 이것은 "기술 결정론과 그 결과로 발생하는 변화에 대한 인간 책임 부인"의 주요 문제 중 하나를 확인시켜준다. "기술과 사회를 형성하는 인간 참여의 상실이 있다" (사라 밀러).
또 다른 상충되는 생각은 기술적 몽유병이다. 이는 위너가 그의 에세이 "기술로서의 삶의 형태"에서 만든 용어이다. 위너는 우리가 기술과 진정으로 어떻게 상호 작용하는지에 대해 거의 걱정하거나 알지 못한 채 단순히 몽유하고 있는 것이 아닌지 궁금해한다. 이 관점에서 우리는 여전히 깨어나서 우리가 나아가고 있는 방향을 다시 통제할 수 있다 (위너 104). 그러나 이를 위해서는 사회가 랄프 슈뢰더의 주장, "사용자는 기술을 수동적으로 소비하는 것이 아니라 적극적으로 변환한다"는 것을 채택해야 한다.
기술 결정론에 반대하는 사람들은 사회 결정론과 포스트모더니즘에 대한 믿음을 지지한다. 사회 결정론자들은 사회 환경만이 어떤 기술이 채택될지를 선택하며, 그 결과 어떤 기술도 그 자체의 장점만으로 "불가피하다"고 간주될 수 없다고 믿는다. 기술과 문화는 중립적이지 않으며, 지식이 방정식에 들어오면 기술은 사회 과정에 연루된다. 기술을 만들고, 향상시키고, 사용하는 방법에 대한 지식은 사회적으로 묶인 지식이다. 포스트모더니스트들은 다른 관점을 취하여 옳고 그름은 상황에 따라 다르다고 제안한다. 그들은 기술 변화가 과거, 현재, 미래에 영향을 미칠 수 있다고 믿는다. 그들은 기술 변화가 정부 정책, 사회, 문화의 변화에 영향을 받지만, 변화는 끊임없이 일어나기 때문에 변화의 개념을 역설로 간주한다.
미디어 및 문화 연구 이론가 브라이언 윈스턴은 기술 결정론에 대한 응답으로 급진적 잠재력 억제 법칙에 집중한 새로운 기술의 출현 모델을 개발했다. 그의 두 권의 책 - Technologies of Seeing: Photography, Cinematography and Television (1997)과 Media Technology and Society (1998) -에서 윈스턴은 이 모델을 적용하여 기술이 시간이 지남에 따라 어떻게 진화하는지, 그리고 그들의 '발명'이 주어진 기술의 급진적 잠재력을 억제하는 사회 및 사회적 요인에 의해 어떻게 중재되고 통제되는지를 보여주었다.

## 주목할 만한 기술 결정론자
일부 학자들은 카를 마르크스를 기술 결정론을 주장하는 것으로 해석한다. 그의 저서 "철학의 빈곤"(1847)에 나오는 "손으로 돌리는 맷돌은 봉건 영주와 함께 사회를 만들고, 증기 기관은 산업 자본가와 함께 사회를 만든다"와 같은 문장이 그 예이다. 그러나 다른 학자들은 마르크스가 결정론자가 아니었다고 주장한다.
기술 결정론자 월터 J. 옹은 그의 저서 Orality and Literacy: The Technologizing of the Word (1982)에서 구술 문화에서 문자 문화로의 사회적 전환을 고찰한다. 그는 이러한 특정 발전이 이전에 언어화만 가능했던 생각을 전달하기 위해 새로운 문해 기술(특히 인쇄 및 쓰기)을 사용한 결과라고 주장한다. 그는 쓰기가 "2차 모델링 시스템"(8)으로서 순전히 맥락 의존적이라고 주장하며 이 주장을 더욱 발전시킨다. 이전의 1차 시스템인 구어에 의존하는 쓰기는 의도된 정보를 전달하기 위해 순전히 시각적 감각에 의존하기 때문에 언어의 잠재력을 조작한다. 더욱이, 문해의 다소 정체된 기술은 지식의 사용과 영향력을 명확히 제한하며, 이는 사회의 진화에 의심의 여지 없이 영향을 미친다. 실제로 옹은 "다른 어떤 단일 발명보다도 쓰기는 인간 의식을 변화시켰다"(Ong 1982: 78)고 주장한다.

## 기술 결정론의 한 형태로서의 미디어 결정론
미디어 결정론은 기술 결정론의 한 형태로, 미디어가 사회에 영향을 미치는 힘을 주장하는 철학적, 사회학적 입장이다. 미디어 결정론의 두 가지 기본적인 인물은 캐나다 학자인 해럴드 이니스와 마셜 매클루언이다. 미디어 이론에서 기술 결정론의 가장 좋은 예 중 하나는 마셜 매클루언의 이론 "미디어는 메시지다"와 그의 스승인 해럴드 아담스 인니스의 아이디어이다. 이 두 캐나다 이론가들은 미디어를 문명의 본질로 보았다. 매클루언 등이 특정 정신적 결과와 다른 미디어를 연관시키는 것은 기술 결정론과 관련이 있다고 볼 수 있다. 이러한 다양한 결정론을 미디어 결정론이라고 부른다. 매클루언에 따르면, 통신 미디어/기술과 언어 사이에는 연관성이 있다. 마찬가지로 벤저민 리 워프는 언어가 생각에 대한 우리의 인식을 형성한다고 주장한다 (언어 결정론). 매클루언에게 미디어는 더 일반적인 개념인 언어보다 더 강력하고 명시적인 결정 요인이다. 매클루언은 반드시 경성 결정론자는 아니었다. 미디어 결정론의 더 온건한 버전으로서 그는 특정 미디어의 사용이 우리에게 미묘한 영향을 미칠 수 있지만, 더 중요한 것은 사용의 사회적 맥락이 중요하다고 제안했다. 미디어 생태학도 참고하라.
미디어 결정론은 기술과 사회의 관계에 대한 인기 있는 지배적 이론의 한 형태이다. 결정론적 관점에서 기술은 자체적으로 활동적인 삶을 가지며 사회 현상의 동인으로 여겨진다. 인니스는 각 역사 시대의 사회, 문화, 정치, 경제 발달이 그 시대의 대중 통신 수단 기술과 직접적으로 관련될 수 있다고 믿었다. 이러한 의미에서 프랑켄슈타인의 괴물처럼 기술 자체는 살아 있는 것처럼 보이거나 적어도 인간 행동을 형성할 수 있는 능력을 가지고 있는 것처럼 보인다. 그러나 학자들에 의해 비판적인 검토가 점점 더 많이 이루어지고 있다. 예를 들어 학자 레이먼드 윌리엄스는 미디어 결정론을 비판하며 사회 운동이 기술 및 미디어 과정을 정의한다고 믿는다. 통신 미디어와 관련하여 청중 결정론은 미디어 결정론과 반대되는 관점이다. 이것은 미디어가 사람들에게 어떤 일을 하는 것으로 제시되는 대신, 사람들이 미디어를 가지고 어떤 일을 하는 방식에 초점을 맞춘다고 설명된다. 개인은 "결정론적"이라는 용어가 많은 사회 과학자와 현대 사회학자에게 부정적인 용어라는 것을 알아야 한다. 특히 그들은 종종 이 단어를 비난의 용어로 사용한다.

## 같이 보기
- 기술의 도구주의적 개념
- 결정론
- 역사적 유물론
- 과학기술사
- 정통마르크스주의
- 기술철학
- 생산력 이론
- 경로 의존성

## 참고 문헌
1. ↑  Héder, Mihály (June 2021). “AI and the resurrection of Technological Determinism” (PDF). 《Információs Társadalom (Information Society)》 21 (2): 119–130. doi:10.22503/inftars.XXI.2021.2.8. S2CID 244186553.
2. ↑  “The Culture of Technology”. 《MIT Press》 (미국 영어). 2024년 10월 29일에 확인함.
3. ↑  Veblen, Thorstein (1921). 《The Engineers and the Price System》 (영어). B. W. Huebsch, Incorporated. ISBN 978-0-670-29549-4.
4. ↑  Marx, Leo (1997). “"Technology": The Emergence of a Hazardous Concept”. 《Social Research》 64 (3): 965–988. ISSN 0037-783X. JSTOR 40971194.
5. ↑  “Manifesto of the Communist Party”. 《www.marxists.org》. 2024년 10월 29일에 확인함.
6. ↑  Avineri, Shlomo (1968). 《The social and political thought of Karl Marx》. Internet Archive. London; New York: Cambridge University Press. ISBN 978-0-521-04071-6.
7. ↑  Clarence Edwin Ayres (1944년 1월 1일). 《The theory of economic progress》. Internet Archive. The University of North Carolina Press.
8. ↑  “Journal of Economic Issues, Taylor & Francis Journals | IDEAS/RePEc”. 《ideas.repec.org》. 2024년 10월 29일에 확인함.
9. ↑  Kunz, William M. (2006). 《Culture Conglomerates: Consolidation in the Motion Picture and Television Industries》. Publisher: Rowman & Littlefield Publishers, Inc. 2쪽. ISBN 978-0742540668.
10. ↑  《Global politics》. Palgrave Macmillan. 2015. ISBN 9781137349262. OCLC 979008143.
11. ↑  《Does technology drive history? : the dilemma of technological determinism》. Merritt Roe Smith, Leo Marx. Cambridge, Mass.: MIT Press. 1994. ISBN 0-262-19347-7. OCLC 28929481.
12. ↑  (크로토와 호인스)
13. 1 2  Wyatt, Sally. 2008. "Technological Determinism Is Dead; Long Live Technological Determinism." In The Handbook of Science and Technology Studies, edited by Edward Hackett, Olga Amsterdamska, Michael Lynch, and Lucy Wajcman, 165–80. Cambridge, Massachusetts: The MIT Press. https://ds.amu.edu.et/xmlui/bitstream/handle/123456789/1114/00349.pdf?sequence=1&isAllowed=y#page=181.
14. ↑  Drew, Chris. 2021. "Technological Determinism Theory (5 Examples, Pros & Cons)." Helpfulprofessor.com. October 28, 2021. https://helpfulprofessor.com/technological-determinism-theory/.
15. ↑  Dusek, Val. 2006. Philosophy of Technology : An Introduction. Malden, Ma; Oxford: Blackwell Pub.
16. 1 2  Salsone, Belle, Peter Sebastian Stein, Kaleb Gage Parsons, Thomas Kent, Krystal Nielsen, and David Thomas Nitz. 2020. "Technological Determinism." Opentextbooks.clemson.edu, July. https://opentextbooks.clemson.edu/sciencetechnologyandsociety/chapter/technological-determinism/.
17. ↑  크로토와 호인스, 2003
18. 1 2  Wengenroth, Ulrich, Merritt Roe Smith, and Leo Marx. 1998. "Does Technology Drive History? The Dilemma of Technological Determinism." Technology and Culture 39 (4): 755. https://doi.org/10.2307/1215849.
19. ↑  Boerner, Lars, Jared Rubin, and Battista Severgnini. 2021. "A Time to Print, a Time to Reform." European Economic Review 138 (September): 103826. https://doi.org/10.1016/j.euroecorev.2021.103826.
20. ↑  Dafoe, Allan (2015). “On Technological Determinism: A Typology, Scope Conditions, and a Mechanism”. 《Science, Technology, & Human Values》 40 (6): 1047–1076. doi:10.1177/0162243915579283. ISSN 0162-2439. JSTOR 43671266.
21. ↑  The road to unfreedom, Snyder, 2018
22. ↑  Schroeder, Ralph (2007). 《Rethinking Science, Technology, and Social Change》. Stanford University Press. 99쪽. ISBN 9780804755887. 2022년 4월 29일에 확인함.
23. ↑  Green, Leila (2001). 《Technoculture: From Alphabet to Cybersex》. Crows Nest: Allen & Unwin. 15쪽. ISBN 9781865080482.
24. ↑  Technological or Media Determinism, Daniel Chandler
25. ↑  Media Determinism in Cyberspace 보관됨 2010-05-29 - 웨이백 머신, Regent University
26. ↑  McLuhan, Marshall, 《Understanding Media: The Extensions of Man》 (PDF), 2012년 3월 24일에 원본 문서 (PDF)에서 보존된 문서
27. ↑  Hist, Martin. “One tweet does not a revolution make: Technological determinism, media and social change”. Deakin University.
28. ↑  Williams, Raymond (1974). 《Television: Technology and Cultural Form》. London and New York: Routledge. 133쪽. ISBN 978-0-415-31456-5. 2013년 5월 28일에 확인함.
29. ↑  Chandler, Daniel (1995년 9월 18일), 《Technological or Media Determinism》, 2015년 4월 21일에 원본 문서에서 보존된 문서

## 추가 읽기
- G.A. 코헨, Karl Marx's Theory of History: A Defence, Oxford and Princeton, 1978.
- 코완, 루스 슈워츠 (1983). 《More Work for Mother: The Ironies of Household Technology from the Open Hearth to the Microwave》. New York: Basic Books. ISBN 978-0-465-04732-1.
- 크로토, 데이비드; Hoynes, William (2003). 《Media Society: Industries, Images and Audiences》 (세 번째)판. 사우전드 오크스: Pine Forge Press. 305–307쪽. ISBN 9780761987734.
- 엘륄, 자크 (1964). 《기술 사회》. 뉴욕: Alfred A. Knopf.
- 그린, 레일리아 (2002). 《테크노컬처》. 크로우즈 네스트: Allen & Unwin. 1–20쪽. ISBN 9781865080482.
- Huesemann, Michael H., and Joyce A. Huesemann (2011). Technofix: Why Technology Won't Save Us or the Environment, New Society Publishers, Gabriola Island, British Columbia, Canada, ISBN 0865717044, 464 pp.
- 밀러, 사라 (1997년 1월). 〈미래 연구 – 변화의 사회적 결정 요인 인식〉. 《소셜 얼터너티브》 1권, 1호판. 57–58쪽.
- 머피, 앤드루; Potts, John (2003). 〈1〉. 《문화와 기술》. 런던: 팔그레이브. 21쪽.
- Ong, Walter J (1982). 구술성과 문식성: 단어의 기술화. 뉴욕: 메튜언.
- 포스트먼, 닐 (1992). 《테크노폴리: 문화의 기술에 대한 항복》. 빈티지: 뉴욕. 3–20쪽.
- Roland, Alex. Once More into the Stirrups; Lynne White Jr, 중세 기술과 사회 변화" 고전 재검토. 574-585.
- Sawyer, P.H. and R.H. Hilton. "기술 결정론" 과거와 현재. 1963년 4월: 90-100.
- 스미스, 메릿 로; 마르크스, 레오, 편집. (1994). 《기술이 역사를 이끄는가? 기술 결정론의 딜레마》. 케임브리지: MIT 출판사. ISBN 9780262691673.
- 스타우덴마이어, S.J., 존 M. (1985). 〈기술 결정론에 대한 논쟁〉. 《기술의 이야기꾼: 인간 조직 다시 짜기》. 케임브리지: 기술사학회와 MIT 출판사. 134–148쪽.
- 위너, 랭던 (1977). 《자율 기술: 정치 사상에서의 통제 불능 기술》. 케임브리지: MIT 출판사. ISBN 9780262230780.
- 위너, 랭던 (1986). 〈인공물에 정치가 있는가?〉. 《고래와 원자로》. 시카고: 시카고 대학교 출판사. 26쪽.
- 위너, 랭던. "기술로서의 삶의 형태". 기술철학 독본. 데이비드 M. 카플란. 옥스포드: 로만 & 리틀필드, 2004. 103–113
- Woolgar, Steve and Cooper, Geoff (1999). "인공물에 양면성이 있는가? 모세의 다리, 위너의 다리, 그리고 S&TS의 다른 도시 전설". 사회 과학 연구 29 (3), 433–449.
- 화이트, 린 (1966). 《중세 기술과 사회 변화》. 뉴욕: 옥스포드 대학교 출판사.
- 퍼뱅크, P.N. "결정론의 신화." 라리탄. [도시] 2006년 가을: 79–87. EBSCOhost. 로체스터, 뉴욕의 먼로 커뮤니티 칼리지 도서관. 2007년 4월 2일.
- 핀버그, 앤드류. "민주적 합리화". 기술철학 독본. 데이비드 M. 카플란. 옥스포드: 로만 & 리틀필드, 2004. 209–225
- 챈들러, 대니얼. 기술 또는 미디어 결정론. 1995. 1995년 9월 18일. <http://www.aber.ac.uk/media/Documents/tecdet/tecdet.html>